# Mont Bali
Mont Bali ist ein Berg der Zentralafrikanischen Republik. Er liegt im Norden des Yadé-Massivs nahe der Grenze zu Kamerun und Tschad.

## Geographie
Der Berg liegt in der Präfektur Lim-Pendé. Er erhebt sich zusammen mit weiteren Gipfeln aus einer Ebene auf ca. 800 m Höhe mit einer Prominenz von ca. 200 m bis auf eine Höhe von 997 m. Westlich benachbart ist der Mont Mali (1121 m), der Fluss Ouroum entspringt zwischen den beiden Gipfeln und entwässert nach Südosten.